# Finn Lynge
Finn Lynge (født 22. april 1933 i Nuuk, død 4. april 2014 i Qaqortoq (Julianehåb)) var en grønlandsk politiker og forfatter. Finn Lynge var søn af Kristoffer Lynge.
Finn Lynge kom som dreng til Danmark for at blive student. Han studerede dansk og fransk på Københavns Universitet og blev katolsk præst i Frankrig, Rom og USA. I 1963 blev han præsteviet som den første grønlandske katolske præst. Siden var han hjælpepræst i nogle år i både Danmark og Grønland. Han lagde imidlertid senere præstegerningen bag sig og bestred i stedet en stribe stillinger i det grønlandske samfund og i hjemmestyrets tjeneste.
Finn Lynge blev 1979 og 1984 valgt for Siumut til EU-Parlamentet som det eneste grønlandske mandat. Hans sæde blev nedlagt ved årsskiftet 1984/85 som følge af Grønlands udmeldelse af EU.
Han var Grønlands repræsentant i ministerråd ved den danske udenrigstjenestes Grønlandsrepræsentation i Bruxelles fra 1993 til 1995.
Frem til 2003 fungerede han som rådgiver ved Grønlands Hjemmestyre i København.